# Akimowka (obwód kurski)
Akimowka (ros. Акимовка) – wieś (ros. село, trb. sieło) w zachodniej Rosji, w sielsowiecie studienokskim rejonu rylskiego w obwodzie kurskim.

## Geografia
Miejscowość położona jest nad rzeką Obiesta, 7 km od centrum administracyjnego sielsowietu studienokskiego (Studienok), 23 km od centrum administracyjnego rejonu (Rylsk), 128 km od Kurska.

## Demografia
W 2010 r. miejscowość zamieszkiwały 204 osoby.